# Rubus bullatus
Rubus bullatus är en rosväxtart som beskrevs av Henry Hurd Rusby. Rubus bullatus ingår i släktet rubusar, och familjen rosväxter. Inga underarter finns listade i Catalogue of Life.